# Потоцкий, Николай (стражник польный коронный)
Николай Потоцкий (1517/1520 — 2 мая 1572) — государственный и военный деятель Речи Посполитой, дворянин и ротмистр королевский (1550), генерал Подольской земли, управляющий Каменецкого замка (1555), староста хмельницкий (1569) и каменецкий (1571), стражник польный коронный.

## Биография
Представитель знатного польского магнатского рода Потоцких герба «Пилява». Старший сын подкомория галицкого Якуба Потоцкого (ок. 1481 — до 1551) от первого брака с Катариной Емельницкой (ум. до 1544).
Его резиденция находилась в Золотом Потоке, в окрестностях Бучача в Русском воеводстве. Вместе с отцом участвовал в 1531 году в разгроме молдавского войска в битве под Обертином.
В 1542 году продал имение Альбигова хорунжему пшемысльскому Николаю Тарло. В 1545 году Николай Потоцкий был отправлен с подарками к королеве Изабелле в Трансильванию. В 1549 году вернулся на военную службу, в 1550 году — ротмистр гусарской хоругви (80 коней) в Городке.
В 1553 году Николай Потоцкий прерывает военную службу и становится королевским придворным. В 1553 году на свадьбе польского короля Сигизмунда II Августа с Екатериной Австрийской участвовал в поединке со Станиславом Менжиком. Противники вначале сражались верхом на копьях, затем на мечах.
С 1555 года — управляющий Старого замка в Каменце-Подольском. В 1555—1558 годах в качестве наемника служил в армии прусского герцога Альбрехта Гогенцоллерна. В 1558—1559 годах был командиром собственной хоругви и участвовал в стычках с турками под Баром. В 1560—1562 годах участвовал в Ливонской войне с Русским государством, командуя хоругвью, состоящей из 160 всадников.
С 1569 года — староста хмельницкий, с 1571 года — староста каменецкий. Будучи стражником польным коронным, Николай Потоцкий руководил обороной Подольского воеводства от набегов крымских татар.
Кроме полученного в наследство от отца имение Соколов с окрестностями, 14 августа 1552 года Николай Потоцкий получил от польского короля в частное владение «королевщину»: села Ольховец, Тишковцы и Яблунов. Около 1555 года получил разрешение на основание поселения под Яблуновом. Также был владетелем Крогульца.
В мае 1572 года Николай Потоцкий скончался и был похоронен в Кракове. В доминиканском костёле Золотого Потока в его честь была возведена памятная таблица с эпитафией.

## Семья
Около 1550 года женился на Анне Черминьской (1525—1579/1581), дочери Анджея Черминьского. Дети:
- Ян Потоцкий (ок. 1551—1611), генерал Подольской земли, кальвинист
- Анджей Потоцкий (ок. 1552—1609), каштелян каменецкий, кальвинист
- Якуб Потоцкий (ок. 1554—1613), генерал Подольской земли
- Николай Потоцкий (род. 1557), ротмистр
- Барбара Потоцкая (род. 1559), жена староста хмельницкого Якуба Струся (ум. 1588)
- Катаржина Потоцкая (1561—1619), жена каштеляна галицкого Станислава Волуцкого
- Анна Потоцкая (род. 1563), жена Куропатвы
- Стефан Потоцкий (1568—1631), генерал Подольской земли, воевода брацлавский